# Chi Alpha
Chi Alpha | ΧΑ (às vezes XA, χα, xa ou SfC - Students for Christ, oficialmente conhecida como Chi Alpha Christian Fellowship), é uma irmandade cristã internacional e interdenominacional, mista, clube social, sociedade estudantil e organização de serviços fundada em 1953 no campus da Missouri State University (então conhecida como Southwest Missouri State College) em Springfield, Missouri. A Chi Alpha é patrocinada pelas Assembleias de Deus dos EUA, uma denominação pentecostal estabelecida após a separação da Igreja de Deus em Cristo, historicamente afro-americana, em 1914, por questões raciais e administrativas. Seus capítulos internacionais na Europa, América Latina e Brasil são patrocinados por outras denominações afiliadas às Assembleias de Deus dos EUA.
A missão declarada da Chi Alpha é "reconciliar os alunos com Jesus Cristo, transformando assim a universidade, o mercado e o mundo..." Ela descreve seus valores ou pilares fundamentais como comunidade, criatividade, diversidade, excelência, integridade, liderança servidora e evangelização. A sua abordagem autodescrita em cinco vertentes é a oração, a adoração, a comunhão, o discipulado e a missão. Sua afiliação filantrópica e de organização de serviços é o Convoy of Hope. Por meio de seus ministérios e bolsas de estudo no campus, a Chi Alpha opera um programa de estágio missionário por meio da Fraternidade Mundial das Assembleias de Deus, que exige consentimento doutrinário.
Desde o início do século XXI, os ministérios universitários da Chi Alpha Christian Fellowship flutuaram de 310 locais em 2010, para 350 em 2019, e 272 em 2024 (dentro dos Estados Unidos da América). A organização e sua liderança também foram alvo de controvérsias envolvendo a comunidade LGBT, e abuso sexual e psicológico com ex-membros alegando personalidades " semelhantes a seitas ". Em maio de 2023, o Christianity Today e outros meios de comunicação relataram que um criminoso sexual registrado foi conscientemente autorizado a continuar ministrando aos alunos da EUA Chi Alpha por mais de 30 anos. Desde então, foi lançado um site dedicado contra os abusos dentro da Chi Alpha e das Assembleias de Deus.

## Etimologia
O nome Chi Alpha foi inspirado no movimento juvenil contemporâneo das Assembleias de Deus, Embaixadores de Cristo (refletindo uma frase em 2 Coríntios 5:20). As iniciais "CA" foram alteradas para as iniciais do alfabeto grego "ΧΑ" (e seu equivalente estilizado em alfabeto latino "XA") para se assemelhar aos nomes de outras organizações universitárias, em particular fraternidades e irmandades de letras gregas. Fora da América do Norte, também é conhecida como SfC - Estudantes por Cristo na Europa, e Conexión ou UConexión na América Latina.

## História
A Chi Alpha Christian Fellowship surgiu dentro das Assembleias de Deus dos EUA como um ministério para universitários em 1947, a pedido de J. Robert Ashcroft (pai de John Ashcroft), consistindo em um boletim informativo enviado a estudantes universitários para encorajá-los em sua fé.
Após as publicações do boletim informativo de Ashcroft, logo ficou claro que um boletim informativo por si só era inadequado e, assim, em 1953, o Dr. J. Calvin Holsinger fundou o primeiro grupo de estudantes das Assembleias de Deus na Missouri State University (antigamente Southwest Missouri State University) em Springfield, Missouri, onde a sede das Assembleias de Deus está localizada. As Assembleias de Deus EUA e sua Fraternidade Mundial das Assembleias de Deus foram originalmente estabelecidas no Arkansas após a separação da Igreja de Deus em Cristo, historicamente afro-americana, em 1914, em desacordo com a governança episcopal e outras controvérsias relativas às relações raciais nos Estados Unidos. O movimento inspirado e patrocinado pelas Assembleias de Deus rapidamente se espalhou para outros campi. Por exemplo, a primeira Chi Alpha a possuir uma propriedade foi a filial da UC Berkeley, que comprou uma casa ao lado do campus em 1964.
A Chi Alpha iniciou seu desenvolvimento internacional na década de 1970, estabelecendo capítulos na Europa sob o nome de Estudantes por Cristo, e também na América Latina sob vários nomes.
Em 1978, Dennis Gaylor se tornou diretor nacional da Chi Alpha e serviu até abril de 2013. Ele foi então sucedido na liderança liderada por Scott Martin, até 2023.
Em 1997, a filial brasileira do ministério estudantil foi lançada após contatos com a organização americana.

## Capítulos
A Chi Alpha nos Estados Unidos tem uma grande presença no Sul e no Centro-Oeste. A nível mundial, a sua segunda maior presença é na Europa, em alguns países predominantemente e historicamente católicos e ortodoxos orientais da Europa Ocidental, Central e Mediterrânica. No início do século XXI, havia ministérios e bolsas de estudo Chi Alpha em mais de 310 campi nos Estados Unidos em 2010. Em dezembro de 2024, a Chi Alpha estava presente em 270 campi nos Estados Unidos. No Brasil, possui filiais em Belo Horizonte, Campinas, Cuiabá, João Pessoa, Joinville e Videira.

## Controvérsias
Ao longo da história da organização em seu país de origem (os Estados Unidos da América), ela esteve envolvida em inúmeras controvérsias envolvendo a comunidade LGBT, abuso sexual e psicológico e abuso religioso. Por exemplo, os capítulos da Chi Alpha na Universidade de Georgetown e na Universidade de New Hampshire foram destacados num artigo de 2003 no The New York Times intitulado "De Bart e Homero, e as Muitas Formas de Fé" — um artigo sobre a sua utilização dos Simpsons como uma ferramenta de estudo da Bíblia.  Além disso, no ano letivo de 2014-2015, a Chi Alpha da CSU Stanislaus foi removida do campus porque eles exigiam que seus líderes fossem cristãos. O caso ganhou atenção nacional através do canal de notícias Fox News. O capítulo foi finalmente restabelecido após uma disputa de um ano entre a Chi Alpha e o campus.
Em 2019, a bolsa de estudos da Chi Alpha na Winona State University foi destacada por ex-membros por alegações de que estudantes seguiam personalidades " semelhantes a seitas". O seu líder universitário foi acusado de favoritismo e de envergonhar os estudantes que frequentavam festas e bebedores. Alegações adicionais incluíam má gestão de abusos sexuais e psicológicos. Em 2020, um estudante da Universidade da Virgínia alegou discriminação após se assumir e ser forçado a renunciar. Um ano depois, de 2021 a 2022, a bolsa foi destacada pelas acusações da liderança de discriminação contra a comunidade LGBT, estudantes que praticam sexo antes do casamento e estudantes que consomem álcool.

### Abuso sexual
Em julho de 2022, um pastor que trabalhava para a Chi Alpha nos Estados Unidos da América foi preso por "abuso sexual contínuo de uma criança", alegando inocência.
Em maio de 2023, o Christianity Today e outros meios de comunicação relataram que a organização apoiou o agressor sexual registrado, Daniel Savala, por mais de 30 anos. A seguir, de acordo com um escritório de advocacia sediado em Dallas, Texas, foram feitas exigências para limitar a atividade da Chi Alpha em vários campi de faculdades e universidades. Foi também publicado um sítio web dedicado contra os abusos dentro da Chi Alpha e das Assembleias de Deus. Em 21 de maio de 2023, membros do conselho e presbíteros de uma igreja das Assembleias de Deus do Norte do Texas demitiram um pastor do capítulo Chi Alpha da Texas A&M e da Mountain Valley Fellowship ligados ao escândalo de abuso sexual. Em 25 de maio de 2023, um ministro do campus Chi Alpha da Universidade Baylor foi preso sob acusações de abuso sexual infantil. No ministério Baylor, o capítulo do campus se opôs à universidade permitir uma organização para estudantes LGBT. O capítulo de Baylor foi suspenso durante o escândalo de abuso sexual.
Em junho de 2023, Savala foi preso, de acordo com o The Christian Post, as Assembleias de Deus dos EUA observaram que Savala nunca fez parte da equipe da Chi Alpha e tomaram medidas para romper os laços quando souberam de seu status de agressor sexual. Os denunciantes teriam contestado as alegações. Após a prisão de Savala em Junho, um ministro do Alasca ligado à Chi Alpha foi acusado de abuso sexual.
Em agosto de 2023, três pastores das Assembleias de Deus EUA do Texas e da Louisiana pediram a renúncia dos líderes da denominação devido ao escândalo Savala. Um pastor de Orange, Texas, criticou o superintendente geral de sua denominação, Doug E. Clay, e alegou que minimizava o abuso do qual Savala foi acusado. Clay descreveu o escândalo como uma série de "soluços", enquanto o pastor Armstrong, de Orange, Texas, respondeu: "Centenas de vítimas de abuso sexual não são um ponto num espectro".
Em outubro de 2023, foi revelado em um anuário de 1989 da Universidade da Louisiana em Lafayette, que Savala foi mencionado como um membro da equipe da Chi Alpha ao lado do ministro do campus Eric Treuil. Treuil restabeleceu o capítulo local da Chi Alpha para a universidade em 1987 e, desde 1994, lidera o programa de extensão atlética Cajuns 4 Christ.
Anteriormente, em 2012, ex-jogadores de futebol americano do Louisiana Ragin' Cajun foram presos por acusações de agressão sexual. Após esses eventos, alguns membros buscaram o batismo.
 
Em novembro de 2023, o diretor nacional Scott Martin renunciou e as Assembleias de Deus EUA retiveram o comentário do The Christian Post, referindo-se à sua declaração sobre o escândalo Savala.
Em janeiro de 2024, foram apresentadas alegações adicionais de um menor não identificado no Texas em um processo movido por seu pai contra as Assembleias de Deus. Em março de 2024, uma igreja se desfiliava das Assembleias de Deus dos EUA devido ao escândalo de abuso sexual da Chi Alpha. Em maio de 2024, três homens ligados ao capítulo Texas A&M da Chi Alpha foram presos por indecência com uma criança.
Em agosto de 2024, o capítulo suspenso do Texas A&M foi destacado pelo recrutamento durante sua suspensão.